# Sichelspötter
Die Sichelspötter (Toxostoma) sind eine Gattung aus der Familie der Spottdrosseln (Mimidae), die mit zehn Arten in Nordamerika und Mexiko heimisch sind. Der Gattungsname leitet sich von den griechischen Wörtern τόξον (toxon) für „Bogen“ und στόμα (stoma) für „Mund“ ab. Sinngemäß übersetzt bedeutet der Name „Bogenschnabel“.

## Merkmale
Die Sichelspötter sind mittelgroße bis große Spottdrosseln, die Körperlängen von 23 bis 30 cm erreichen. Sie haben rundliche Flügel sowie lange und rundliche Schwänze. Die Beine sind kräftig und die sehr langen Schnäbel sind häufig abwärts gebogen. Die Schnabelborsten sind sehr stark. Das Gefieder ist allgemein rostbraun, graubraun oder grau, häufig mit auffälligen Flecken auf der Unterseite.

## Verbreitung
Das Verbreitungsgebiet erstreckt sich von 55° nördlicher Breite im westlichen Kanada bis 17° nördlicher Breite in Mexiko, wobei die größte Anzahl von Arten in den südwestlichen Vereinigten Staaten sowie im nordwestlichen Mexiko vorkommt.

## Systematik

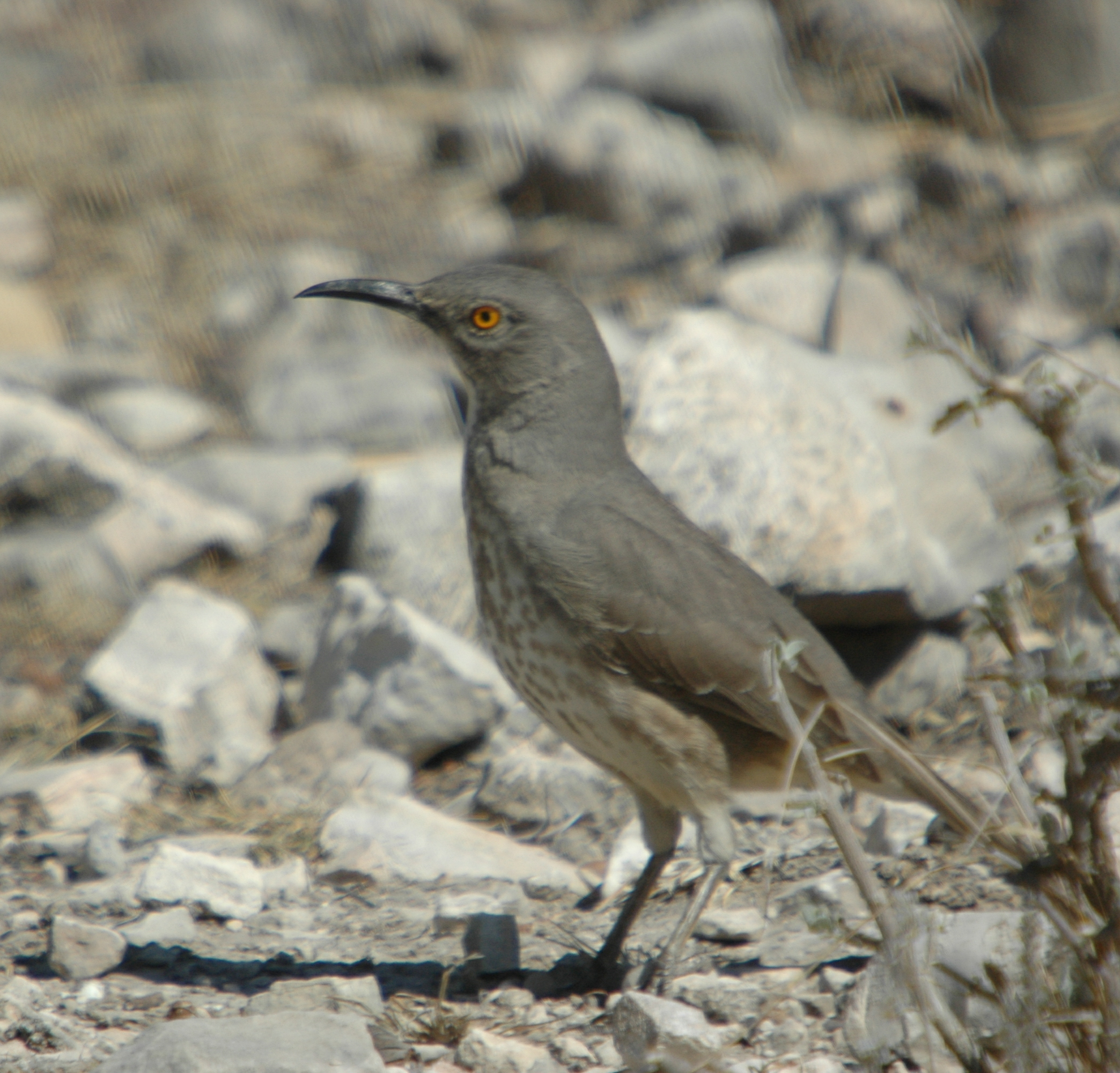
Krummschnabel-Spottdrossel

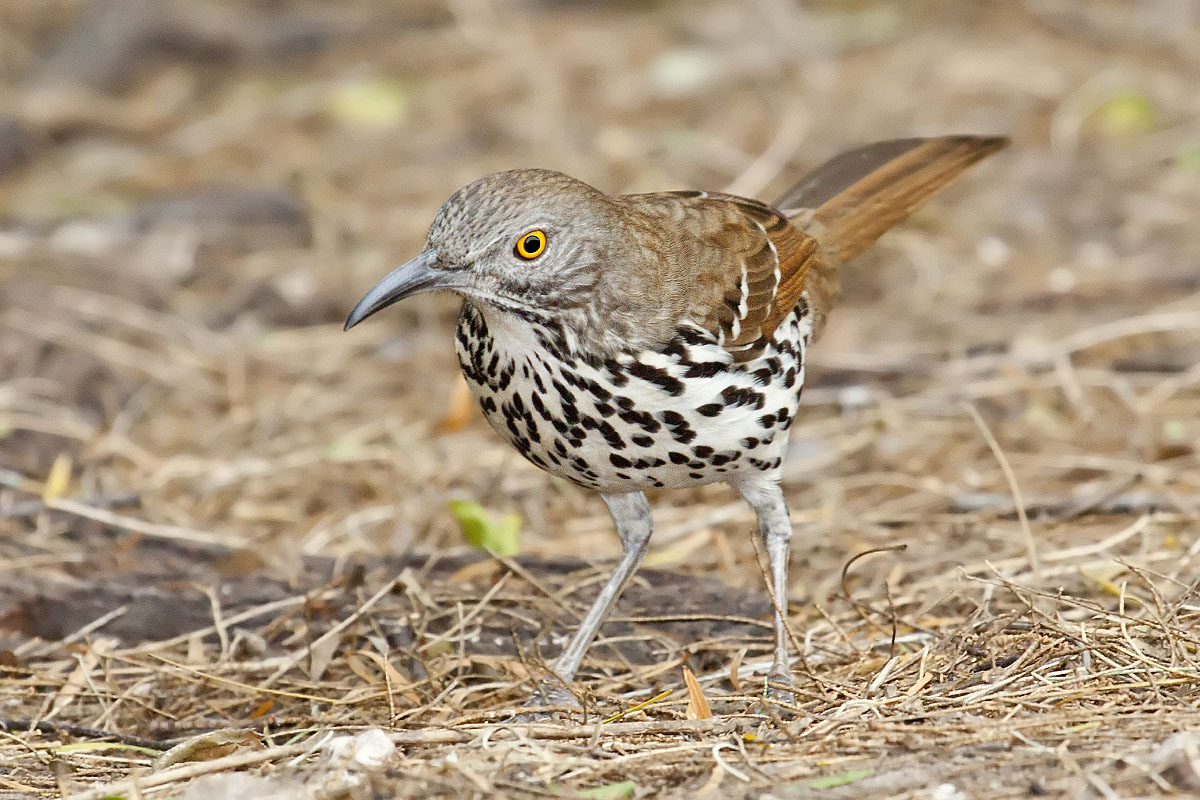
Langschnabel-Spottdrossel

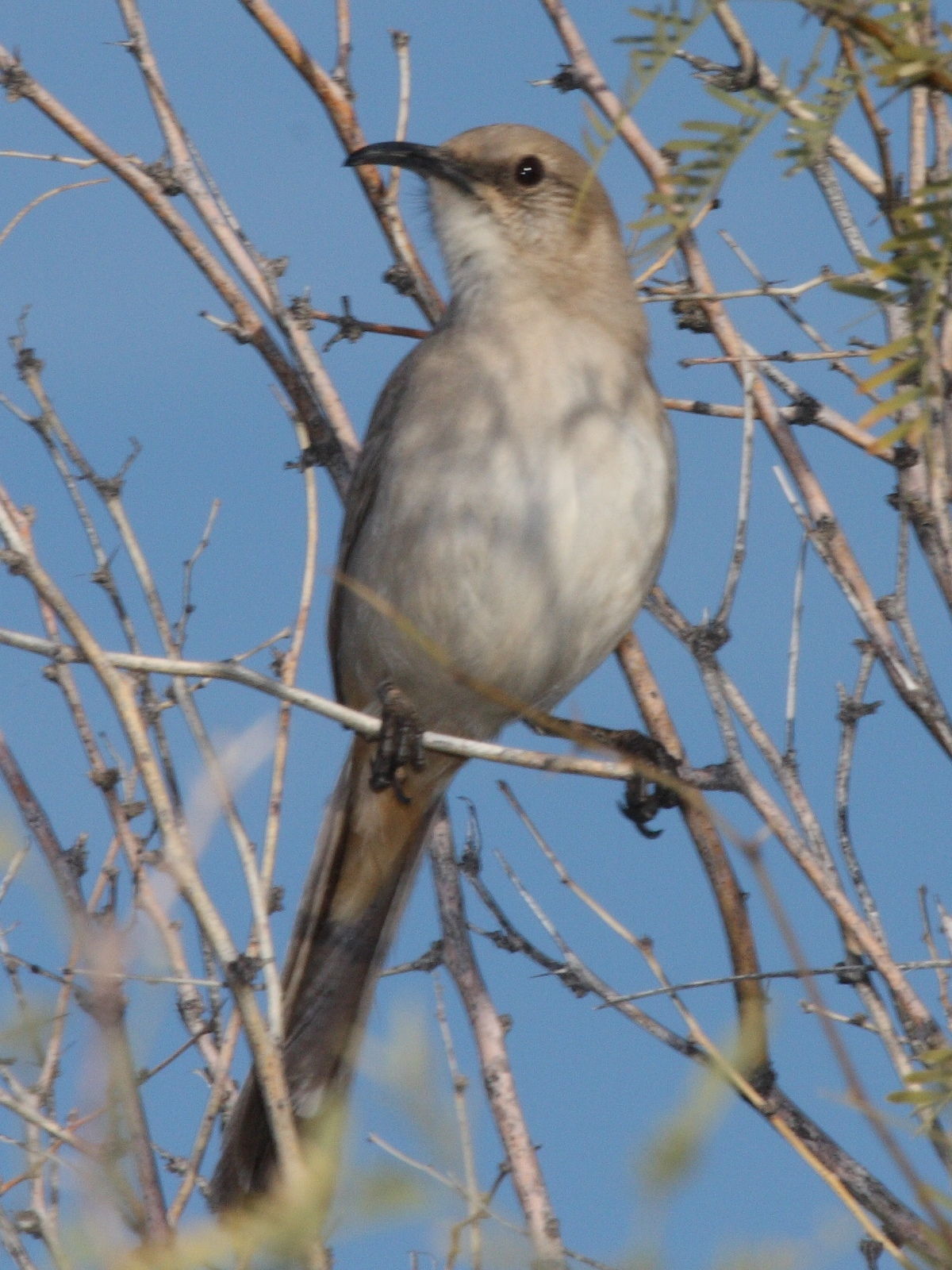
Wüstenspottdrossel

### Äußere Systematik
Die Artbildung in dieser Gruppe begann möglicherweise im späten Pliozän oder im frühen Pleistozän. 1999 teilten Robert M. Zink und seine Kollegen die Sichelspötter auf der Basis von DNA- und morphologischen Analysen in drei verwandte Gruppen auf. Die erste besteht aus der Rotspottdrossel, der Langschnabel-Spottdrossel und der Cozumelspottdrossel, die zweite aus der Wüstenspottdrossel, der Kalifornienspottdrossel und der Rotsteiß-Spottdrossel und die dritte aus der Kaktusspottdrossel und der Grauspottdrossel. Die verwandtschaftlichen Verhältnisse der Tropfenspottdrossel und der Krummschnabel-Spottdrossel sind weniger klar. Die Schwestergruppe der Sichelspötter stellt die Beifuß-Spottdrossel aus der monotypischen Gattung Oreoscoptes dar.

### Innere Systematik
Es werden folgende Arten unterschieden:
- Kaktusspottdrossel (Toxostoma bendirei)
- Grauspottdrossel (Toxostoma cinereum)
- Rotsteiß-Spottdrossel (Toxostoma crissale)
- Krummschnabel-Spottdrossel (Toxostoma curvirostre)
- Rotspottdrossel (Toxostoma rufum)
- Cozumelspottdrossel (Toxostoma guttatum)
- Wüstenspottdrossel (Toxostoma lecontei)
- Langschnabel-Spottdrossel (Toxostoma longirostre)
- Tropfenspottdrossel (Toxostoma ocellatum)
- Kalifornienspottdrossel (Toxostoma redivivum)